# Павленко Анатолій Олександрович
Анато́лій Олекса́ндрович Павле́нко (*1 листопада 1942, Головківка) — перекладач, письменник.

## Життєпис
Народився 1 листопада 1942 року в селі Головківка Чигиринського району Черкаської області.
1959 року закінчив Головківську середню школу, але через релігійні переконання замість атестату отримав довідку. Працюючи в Олександрівці, 1962 року повторно закінчив вечірню школу робітничої молоді № 1. Того ж року став студентом факультету іноземних мов Львівського державного університету імені Франка.
По закінченні навчання 1967 року направлений вчителем французької та німецької мов до міста Бібрка Львівської області.
З 1968 по 1971 роки працював військовим перекладачем в Алжирі. Згодом працював учителем в школах, викладачем у технікумі, перекладачем на виробництві, інспектором в Черкаському інженерно-технічному інституті, працівником служби охорони черкаської фірми «Світ ласощів».
Автор книги повістей «Коханому — щоб пам'ятав» (2002).